# Tullio De Mauro

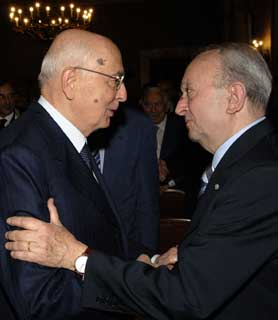
Tullio De Mauro (à droite) félicite Giorgio Napolitano pour son élection à la présidence de la République en 2006 (Accademia dei Lincei).

Tullio De Mauro (né à Torre Annunziata le 31 mars 1932 et mort à Rome le 5 janvier 2017) est un linguiste et homme d’État italien.
Son édition du Cours de linguistique générale de Ferdinand de Saussure, qui en fait l'un des chefs de file de l'école structuraliste italienne, fait aujourd'hui référence. Il fut également ministre de l'Instruction publique dans le gouvernement Amato II, du 25 avril 2000 au 11 juin 2001.

## Biographie
Tullio De Mauro fit ses études en totalité à Rome, d'abord au lycée d’État Jules-César puis à l’université de Rome « La Sapienza » où il passa sa thèse en lettres classiques, et dont il dirigea le département des sciences du langage.
À l’instigation d’Antonino Pagliaro, il enseigna à divers titres dans plusieurs universités italiennes à partir 1957 (Napoli L'Orientale, de Palerme, de Chieti, de Salerne), puis fut recruté comme professeur des universités en 1967.
Il traduisit en italien le Cours de linguistique générale (Corso di linguistica generale) de Ferdinand de Saussure, qui, en marge d’autres écrits structuralistes, influença profondément sa pensée.
Son frère aîné, le journaliste Mauro De Mauro qui écrivait pour l’Ora de Palerme, fut enlevé et assassiné par la mafia en septembre 1970. En juin 1971, Tullio de Mauro signa le manifeste publié dans l’hebdomadaire L'Espresso sur l’affaire Pinelli. En octobre de la même année, il appuya la pétition dénonçant la forfaiture du procureur de Turin dans l'affaire du journal Lotta Continua.
En 1975, il fut élu au Conseil régional du Latium sur la liste du PCI, puis en 1976 fut nommé assesseur à la Culture, mandat qui prit fin en 1978.
Il présida la Société italienne de linguistique (1969-73) et la Société de philosophie du langage (1995-97). Il a dirigé la rédaction de dictionnaires systématiques pour les éditions UTET, notamment le « Grand Dictionnaire de l'Usage Italien » (Grande dizionario italiano dell’uso) et le « Grand dictionnaire des synonymes et des antonymes » (Grande dizionario italiano dei sinonimi e dei contrari).
Il fut ministre de l'Instruction publique dans le gouvernement Amato II (du 25 avril 2000 au 11 juin 2001).
Son fils, Giovanni, est le directeur du magazine Internazionale.
De 2001 à 2010, il présida Mondo digitale, une fondation municipale de Rome dont il a été écarté en juin 2010. Les dernières années de sa vie, il dénonçait les ravages de l'illettrisme, qui frappait une proportion considérable de la population italienne.
Tullio De Mauro est mort à son domicile le 5 janvier 2017 à Rome, à l'âge de 84 ans.

## Œuvres
- Storia linguistica dell'Italia unita (1963)
- Introduzione alla semantica (1965, Laterza)
  - Traduction française : Une introduction à la sémantique, traduit par Louis-Jean Calvet, Payot, 1969.
- Corso di linguistica generale, Bari, Laterza, 1967 (traduction du Cours de linguistique générale de Ferdinand de Saussure)
  - Son apparat critique (« Introduzione e commento al ‘Corso di linguistica generale’ da F. de Saussure ») a été traduit en français en 1972 et intégré dans les réimpressions du Cours.
- Senso e significato (1971, Adriatica, Bari)
- Ludwig Wittgenstein (Dordrecht 1966)
- Parlare italiano (1973)
- Scuola e linguaggio (1977, 1978)
- Minisemantica (1982, Laterza)
- Capire le parole (1994, Laterza)
- Direzione del Grande Dizionario Italiano dell'Uso, 6 vol. (1999, Utet)
- Prima lezione sul linguaggio (2002, Laterza)
- La cultura degli italiani a cura di Francesco Erbani (2004, Laterza)
- La fabbrica delle parole (2005, Utet)
- Guida all'uso delle parole
- Che cosa è una lingua

## Distinctions
- Chevalier grand-croix de l'ordre du Mérite de la République italienne.

Il obtient une multitude de doctorat honoris causa :
- université Waseda[4]
- université Pablo de Olavide[5]
- Katholieke Universiteit Leuven 1999
- Université Sorbonne-Nouvelle en 2010[6]